# Denny Laine
Brian Frederick Arthur Hines, conocido artísticamente como Denny Laine (Birmingham, 29 de octubre de 1944-Naples, Florida, 5 de diciembre de 2023), fue un músico, compositor y multiinstrumentista británico. Es famoso por haber sido guitarrista y líder vocal de la banda de rock The Moody Blues en sus inicios y por ayudar a fundar y ser parte de la banda de rock Wings junto con Paul McCartney.

## Biografía
Denny Laine es de origen gitano,[cita requerida] fue educado en Yardley Grammar School en Birmingham, y aprendió a tocar la guitarra desde niño bajo la influencia de la leyenda del Gypsy Jazz (Jazz manouche) Django Reinhardt; hizo su primera actuación en solitario como músico a la edad de 12 años y comenzó su carrera como músico profesional al frente de Denny & The Diplomats, donde también tocaba Bev Bevan el que más tarde sería batería de The Move y la Electric Light Orchestra. 
En 1964, Laine había dejado a The Diplomats para unirse a Mike Pinder en The Moody Blues y cantó su primer gran éxito, "Go Now". Destacan otras canciones de los principios del grupo que incluyen "From The Bottom Of My Heart", "Can't Nobody Love You" y la armónica-ripping "Bye Bye Bird". Sin embargo, la pertenencia de Denny a los Moody Blues fue de corta duración y, después de una serie de agravios comparativos, Laine dejó la banda en agosto de 1966 (el último registro publicado por The Moody Blues en el que aparece Laine es "Life's Not Life" / "He Can Win"en enero de 1967, aunque en octubre de 1966 el sencillo "Boulevard de la Madeleine" fue un paso adelante hacia un sonido más elegante, que luego sería famoso en la carrera del grupo). 
Después de salir de The Moody Blues, formó la banda String Electric, formada por Denny (guitarra, voz), Trevor Burton (guitarra, otro exmiembro de The Move) y Viv Prince (batería), también con sonidos de cuerdas electrificadas en un formato no muy diferente al posterior de Electric Light Orchestra. Publicaron dos sencillos, "Say You Don't Mind / Ask The People" (abril de 1967, DRAM) y "Too Much In Love / The Catherine Wheel's" (enero de 1968, DRAM) y, en junio de 1967, compartieron escenario con The Jimi Hendrix Experience y Procol Harum,en el Teatro Saville, en Londres. Sin embargo, la atención nacional no pudo ser, y el pionero Electric String Band se separó. (No hubo al parecer un tercer sencillo grabado llamado "Why Did You Come?". La razón de que nunca se publicara se desconoce, pero se ha rumoreado que el tema se terminó y, probablemente, el lado B fue enviado por correo a la Decca y se perdió). Laine y Burton, luego pasaron a la banda Balls desde 1969 hasta la desintegración de la banda en 1971, con ambos teniendo también tiempo para ensayar en Ginger Baker's Air Force en 1970. (Un único sencillo fue emitido: "Balls", "Fight For My Country" / "Janie, Slow Down" por UK Wizard Records. Curiosamente, el lado A fue reeditado en el Reino Unido y publicado por el Epic en los EE. UU. con el nombre de Trevor Burton, algo extraño, ya que Laine y Burton compartieron voz en el lado B. El sencillo fue reeditado de nuevo como BLW como "Live In The Mountains" por el pequeño sello "Pye". Se supone que fue un álbum de Balls registrado, pero nunca vio la luz). En 1967 la canción de Laine "Say You Don't Mind" fue un éxito cuando se grabó en 1972 por el ex-Zombie, Colin Blunstone. 
En 1971, Denny se unió a Paul McCartney para fundar el grupo conocido como Wings, y se quedaría con ellos durante diez años hasta que se separó oficialmente en 1981. Denny improvisó el ritmo de guitarras, coros, teclados y bajo, escribiendo y coescribiendo, siendo así un artista en solitario sólido. Junto a Paul y su esposa, Linda, formó el núcleo de la banda, llamándosele el "la extraña bestia de las 3 alas" (strange, 3-winged beast). Fue con Wings que Denny disfrutó del mayor éxito comercial y crítico de su carrera, incluyendo la coescritura del éxito "Mull of Kintyre". 
En enero de 1980, McCartney fue arrestado por posesión de marihuana a su llegada a un aeropuerto para una gira en Japón. El tour fue cancelado. Wings registrado durante el año en las pistas nuevas, así como pistas aún en las bóvedas, pero un comunicado de prensa de Paul a principios de 1981 anunció oficialmente que los Wings se había separado. Las nuevas pistas terminaron en los siguientes dos álbumes de Paul en solitario, y se dice que, a partir de ahí, la relación de Laine con McCartney fue agria, (la especulación era que los asuntos financieros fueron el motivo de esta disolución, similar a la amistad McCartney/Jackson) aunque esto fue desmentido por Laine en una entrevista, diciendo que una pelea con McCartney y un final negativo de Wings no son más que inventos de la prensa y la opinión pública. 
La canción del primer álbum en solitario de Denny después de Wings, llamado "Japanese Tears", parecía ser un ataque mucho más visible hacia McCartney que el de John Lennon con "How Do You Sleep?" en 1971. Sin embargo, una inspección más cercana a la letra indica que es más bien una irónica historia sobre la desilusión de un fan japonés luego de que la gira de Wings se cancelara (o, posiblemente, incluso lágrimas de emoción a la llegada de Wings en Japón en la primera aparición en el lugar). 
En 1986 Denny ensayó en la Caridad Birmingham Heart Beat Concert 1986, que fue un día muy especial, para recaudar dinero para los niños del Birmingham's Hospital. 
Denny se declaró en bancarrota a mediados de los años 80 después de vender sus derechos lucrativos de sus compañeros de publicación de "Mull of Kintyre" para el coautor McCartney. Sin embargo, no ha dejado de grabar música a una tasa prolífica y ha aparecido en las convenciones de los Beatles y de los tributos tanto para The Beatles y Wings. Estuvo trabajando en una autobiografía. 
Tuvo un breve matrimonio con Jo Jo Laine (1953-2006), con quien tuvo un hijo, Laine Hines, y una hija, Heidi Hines. Tuvo otros tres hijos de otras relaciones: Lucianne Grant, Damian James, y Ainsley Laine-Adams. Su última esposa fue Rosha.

## Fallecimiento
Denny Laine estaba en la UCI (Unidad de cuidados intensivos) conectado a un ventilador volumétrico de asistencia mecánica ventilatoria desde hacía una semana. No hubo mejoría pero sí presentó un deterioro importante debido a la agudización de la enfermedad pulmonar intersticial crónica asociada a una infección pulmonar severa que dañó más sus pulmones. Falleció el 5 de diciembre de 2023 a la edad de 79 años.